# Lorelei (imię)

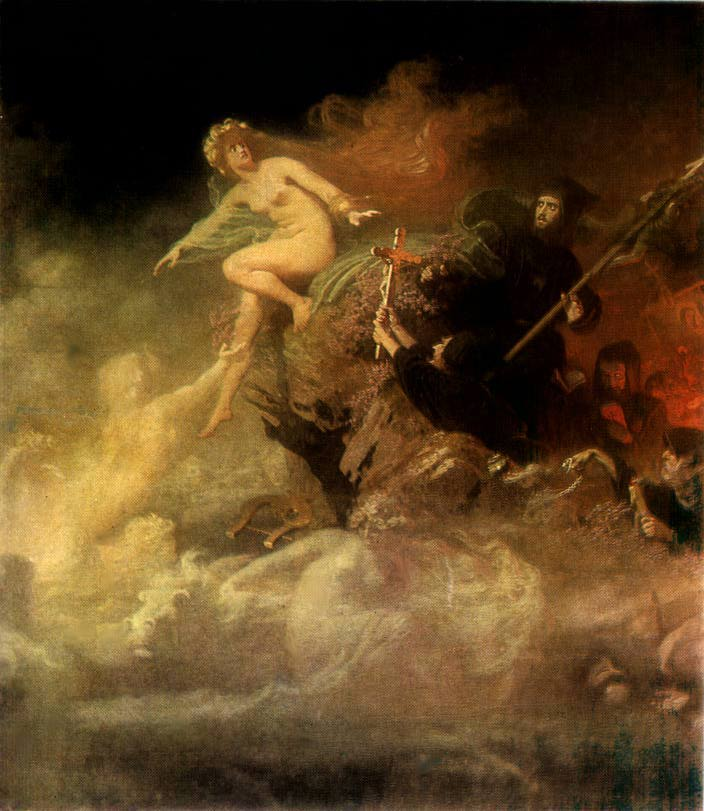
Lorelei na obrazie Johanna Kölera

Lorelei (także Loreley lub Lorely) – imię żeńskie pochodzenia germańskiego. Wywodzi się od słowa oznaczającego syrenę.
Etymologia jest niepewna. Drugi element jest utożsamiany z nadreńskim dialektem lei („skała”, „klif”, „rafa”), natomiast w przypadku pierwszego elementu istnieją różne hipotezy:
- średnio-wysoko-niemiecki: lüren („jęczeć w oczekiwaniu”)[3] lub staro-niemiecki loren („szmerać”, „szeptać”)[2][5], czyli „jęcząca skała”, „szeptająca skała”
- staro-wysoko-niemiecki: lure („przyciągać”, „wabić”)[2][5], czyli „skała, która przyciąga”[6]
- średnio-wysoko-niemiecki: luren („obserwować”, „patrzeć”)[2][4]

Nazwa pochodzi od Lorelei, skalistego wzniesienia w wąwozie Renu, gdzie według legendy mieszkała syrena zwana również Lorelei, która śpiewając i czesząc włosy, przyciągała rybaków do skał, powodując ich śmierć.
Lorelei w innych językach:
- angielski: Lorelei[2][5], Loreley[2]
- niemiecki: Lorelei[5]